# 6 mai dans les chemins de fer
6 avril 6 juin
Chronologies thématiques
- Croisades
- Sports
- Disney

Cette page concerne les événements qui se sont déroulés un 6 mai dans les chemins de fer.

## Événements

### XIXesiècle
- 1835 : Belgique : Inauguration de la section Bruxelles (gare du Nord)-Malines du chemin de fer de Bruxelles à Anvers et raccordements (administration des chemins de fer de l'état)

### XXesiècle
- 1987. Chine : mise en service du plus long tunnel ferroviaire chinois (14 997 m). Il traverse les monts Dayao (province du Guangdong) sur la ligne Pékin-Canton.
- 1994. France-Royaume-Uni : inauguration du tunnel sous la Manche, plusieurs siècles après le premier projet de tunnel sous la Manche. Ce tunnel est parcouru par des navettes Eurotunnel, mais aussi par des Eurostars utilisant la LGV Nord.